# Rosolis
Rosolisy (fr. rossolis, wł. rosolio od łac. ros + solis – słoneczna rosa) – rodzaj likierów aromatyzowanych płatkami róży, często z dodatkowymi składnikami smakowymi.
Rosolisy znane były w Europie już w XIV wieku. Jako pierwsi zaczęli je wytwarzać włoscy alchemicy, a później zakonnicy, którym rosolisy zawdzięczają swą nazwę pochodzącą od łacińskiego określenia. Początkowo były to słodkie wódki włoskie wprowadzone do Francji przez Katarzynę Medycejską, z czasem określenie to wyparła dzisiejsza nazwa likier (łac. liquor).
Receptura rosolisów trafiła do Polski w XVII wieku. Dawna Uprzywilejowana Fabryka Likierów, Rosolisów i Rumu Alfreda Potockiego, która powstała w 1764 roku, zasłynęła z produkcji tych wyszukanych trunków. Renomowane w Europie rosolisy z Łańcuta uchodziły za najlepsze i najdroższe alkohole podawane na ucztach możnych ówczesnego świata. Cesarz Austrii Franciszek Józef I, składając wizytę hrabiemu Potockiemu, ugoszczony został przez niego rosolisami. Później produkowano je również w renomowanej lwowskiej firmie J.A. Baczewski.
W okresie powojennym Fabryka Wódek „Polmos Łańcut” SA stała się jedynym producentem tego rodzaju alkoholu w Polsce i na świecie (produkcję wznowiono po 1989), z unijnym znakiem towarowym zarejestrowanym w Brukseli. Z posiadanych dokumentów udało się odtworzyć trzy receptury. W Łańcucie produkowano do niedawna trzy odmiany – rosolis różany, rosolis kawowy i rosolis ziołowo-gorzki. Wszystkie czynności wykonywane są ręcznie podczas trwającego około tygodnia cyklu produkcji 5 tysięcy butelek. Etykiety na nich zostały wiernie odtworzone według starych etykiet, z zastosowaniem starych technik drukarskich, co potwierdza kolekcja tych alkoholi w Muzeum Gorzelnictwa łańcuckiego „Polmosu”, ze zgromadzonymi tam pamiątkami po XIX-wiecznych rosolisach.
Rosolisy zawierają stosunkowo wiele cukru i alkoholu (35–45%), a podawane są w temperaturze pokojowej i – podobnie jak każdy likier – pije się je w małych kieliszkach. Bardzo popularne przed I wojną światową, serwowano je nie tylko w lokalach restauracyjnych, lecz nawet w podrzędnych szynkach.